# CW Niemeyer Buchverlage
Das Druck- und Verlagshaus CW Niemeyer wurde 1797 gegründet und hat seinen Sitz in Hameln in Niedersachsen.

## Anfänge
Nach Stationen in Helmstedt (1656–1677) und Bevern (1678–1680) hatte ab 1681 Johann Heitmüller in Hameln eine Weile gedruckt. 1719 kam der Buchdrucker Johann Hartwig Hillermann nach Hameln. Auch die Druckerei von Johann Georg Christoph Herrnkind, der bereits in Höxter, Holzminden und Pyrmont druckte, bestand nicht lange. Der Versuch des Einbeckers Christian Leberecht Wittig († 4. Juli 1820), der sich 1799 in Hannover etabliert hatte, zwei Jahre später nach Hameln zu ziehen, scheiterte. Bis dahin waren Drucksachen vorwiegend in Hannover und der Universitätsstadt Rinteln angefertigt worden.
Die Vorfahren von Carl Wilhelm Hahn († 1818), dem Pächter der Culemannschen Druckerei in Königslutter, waren Geistliche und Buchdrucker in Römhild. Hahn etablierte sich infolge napoleonischer Wirren 1806 in Hameln, wo er das Haus Osterstraße 19 erwarb. Nach Schleifung der Festung Hameln waren seine anfangs zwei Pressen bald nicht mehr ausgelastet.
Unter seiner Witwe, Joh. Doroth. Henr. Hahn, geb. Gerloff († 1824), die die Druckerei kaufte, lebte das Geschäft wieder auf. Sie hatte vier Töchter und einen jungen Sohn. Nach Erkrankung ihres aus Polle stammenden Schwiegersohns Georg Friedrich Buttenbaum (1795–1834) führte ihre älteste Tochter, Louise Friedrike Buttenbaum (1793–1849) nach Auszahlung ihres in Emden etablierten Bruders die Druckerei fort. Ihre älteste Tochter Theodore hat mit acht Jahren Schriftsetzen und mit zehn Korrekturlesen gelernt.
Für Pastor Schläger druckten sie ab 1823 die Hamelschen Anzeigen, zwei Jahre später auch die gemeinnützigen Blätter und für Sertürner die Annalen für das Universal-System der Elemente. Für die Hahnsche Hofbuchhandlung in Hannover kamen Verlagsartikel hinzu. Mangels Auslastung der Presse werden auch Drucksachen wie Frachtbriefe, Ausfuhrzertifikate, Zahlungsbefehle, Infanterie-Instruktionen, Theater-Programme, Etiketten, Urlaubspässe, Konfirmandenzettel, Haushaltspläne für den Magistrat, ein Produkten-Etat der Messinghütte Reher, Bandgedichte und vieles mehr gedruckt.
1843 heiratete Theodore (* 14. September 1822) den Kaufmann Carl Wilhelm Niemeyer (1820–1874) aus einer Hülptingsener Bauernfamilie, nach dem die Druckerei fortan benannt ist. 1848 erhielt er die Genehmigung, die Deister- und Weserzeitung herauszugeben, die ab 4. Juli 1848 erschien, ab 1884 täglich.

## Neuzeit

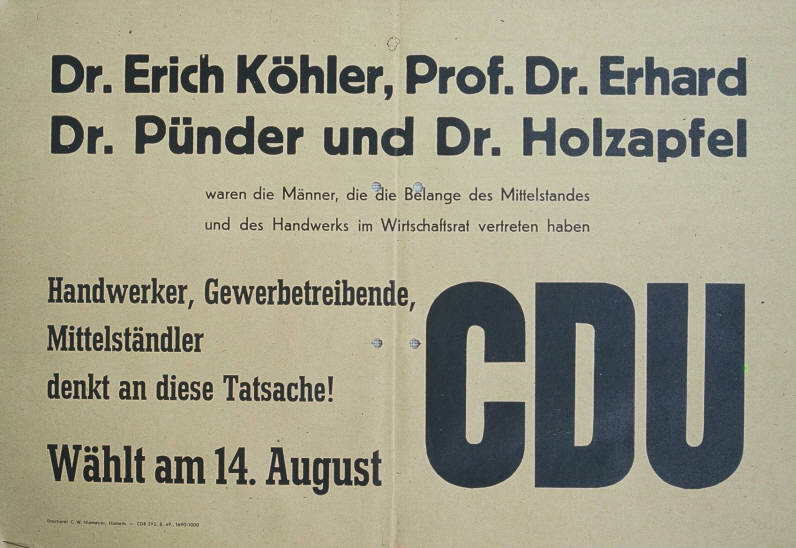
Bei Niemeyer gedrucktes CDU-Plakat zur Bundestagswahl 1949;
Konrad-Adenauer-Stiftung

Von Beginn an wurden neben Heimatzeitungen und allgemeinbildenden Zeitschriften auch Bücher gedruckt und verlegt. 1956 mit einer schöngeistigen Produktion beginnend, sieht der Verlag seine Aufgabe heute insbesondere in der Dokumentation von Landschaft, Kultur und Geschichte des Weserraumes.
Seit 1963 ist der Verlag auch Inhaber des 1894 gegründeten, renommierten hannoverschen Verlages Adolf Sponholtz, dessen Produktion hauptsächlich auf der Herausgabe von Hermann-Löns-Titeln und Hannover-Bildbänden basiert. Schwerpunkte des Programms sind die Regionalliteratur, Kunstbildbände und in Zusammenarbeit mit dem Landesamt für Denkmalpflege die Herausgabe zahlreicher Dokumentationen zum Thema Denkmalpflege in Niedersachsen.
2010 wurde mit der Herausgabe der Reihe WeserberglandKRIMI begonnen, die eine größere Leserschaft fand. Die Krimis sind entweder in einer bestimmten Region Deutschlands beheimatet oder lassen ihre Ermittler im gesamten deutschen Sprachraum agieren. Inzwischen sind rund 115 Titel erhältlich, die auf der Frankfurter und der Leipziger Buchmesse präsentiert werden.
Seit 1997 ist der Verlag eine eigenständige GmbH und firmiert als CW Niemeyer Buchverlage GmbH. Der Verlag ist Mitglied im Börsenverein des Deutschen Buchhandels.
Anfang Juli 2025 übernahm Dotbooks das Belletristik-Programm des Niemeyer Verlags.